# Chang'an
För andra betydelser, se Chang'an (olika betydelser).

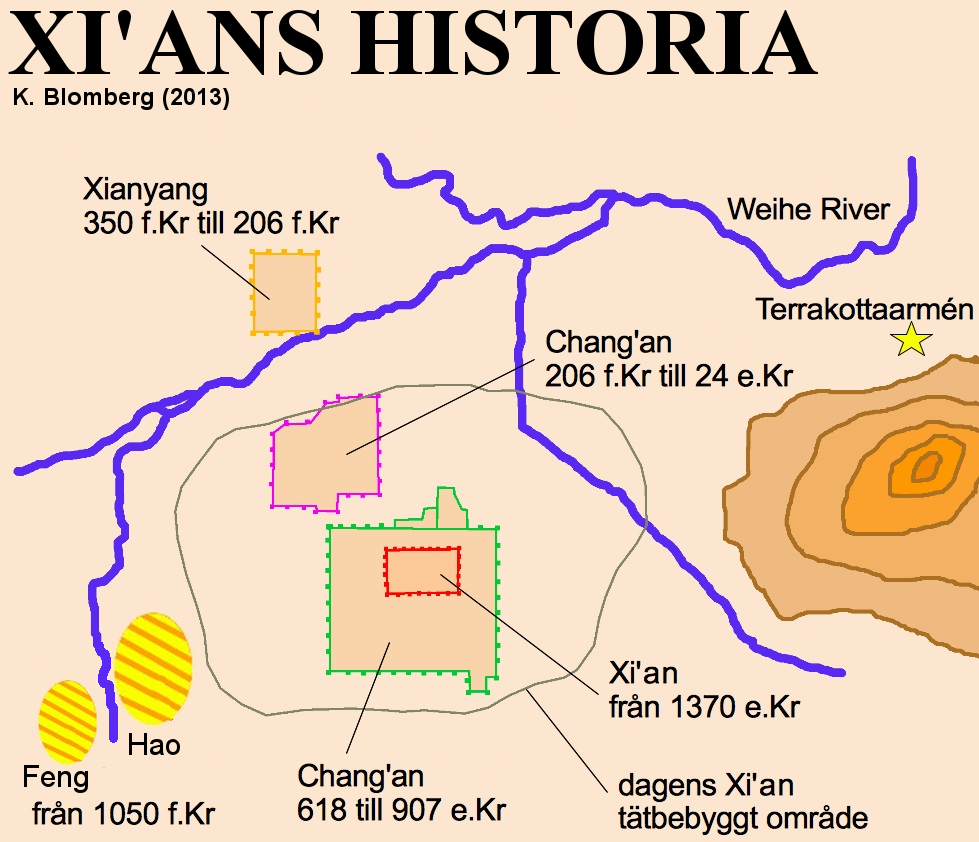
Karta som visar Xians historiska utveckling.

Chang'an (长安, Cháng'ān) var namnet på dagens Xi'an, huvudstad i Shaanxiprovinsen i Kina, från Handynastin (206 f.Kr.–220) fram till Mingdynastin (1368–1644) då namnet ändrades till det nuvarande Xi'an. Chang'an betyder 'lång frid'. Chang'an var den östra utgångspunkten för Sidenvägen.

## Handynastins Chang'an
Chang'an uppfördes under inledningen av Västra Handynastin (206 f.Kr.–24) nordväst om centrum av dagens Xi'an. Med flera hundra tusen invånare och en yta på 35 kvadratkilometer var Chang'en under Västra Handynastin världens största metropol, som jämförelse tre gånger större än samtida Rom. Det kejserliga platset i Handynastins Chang'an var Weiyangpalatset som är det största palatset som någonsin byggts. Efter att Västra Handynastin fallit plundrades och förstördes Chang'an

## Sui- och Tangdynastins Chang'an

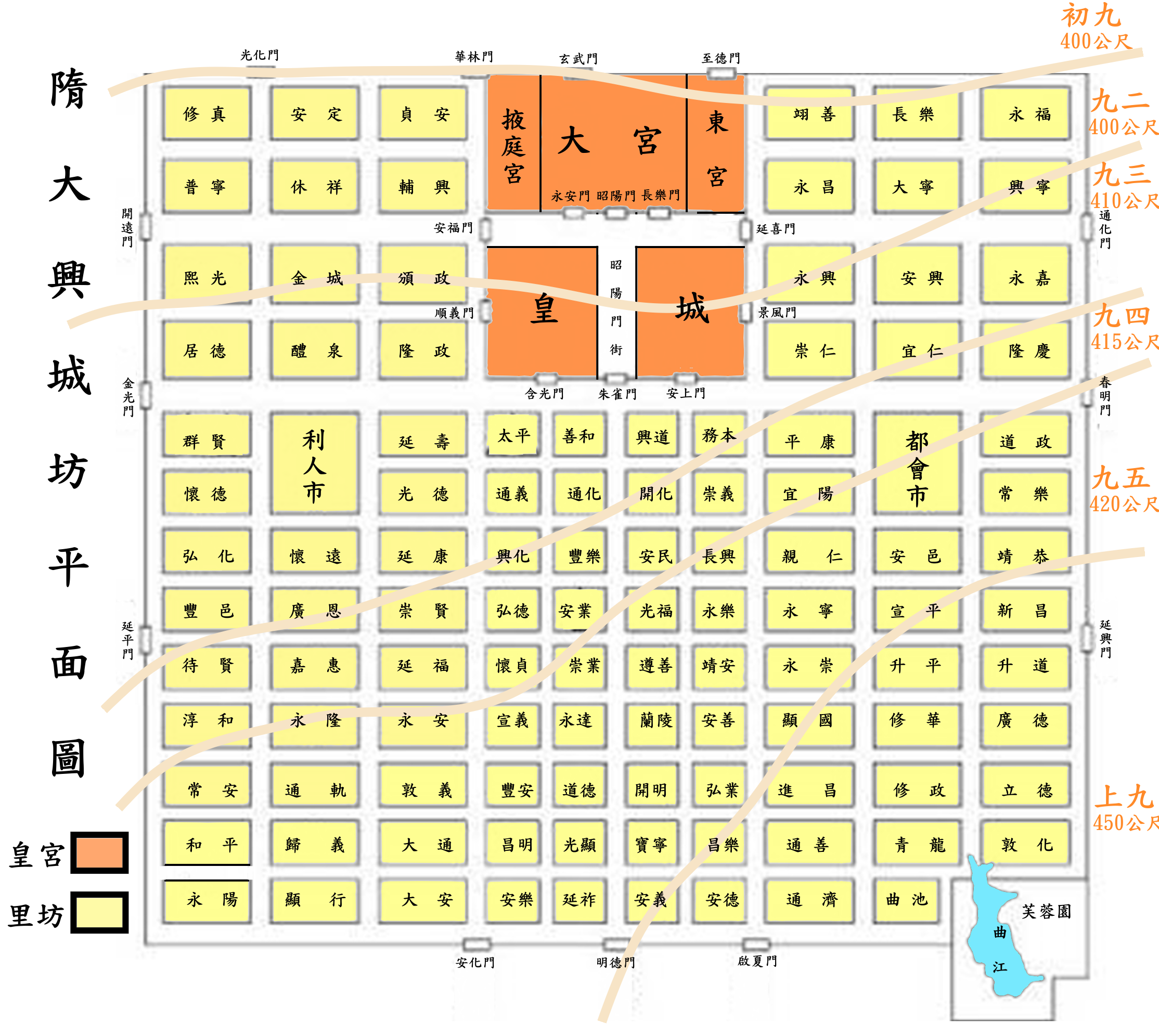
Karta som visar Chang'an under Suidynastin.

Det tredje året efter att kejsare Sui Wen skapat Suidynastin (581–618) uppförde han ett nytt Chang'an på samma ställe där centrala Xi'an finns idag. Chang'ans stadslayout var helt rektangulär med 11 raka gator i nord-sydlig riktning och 14 i öst-västlig och stadsmuren mätte 9,7 x 8,7 kilometer och staden upptog en yta av 84 kvadratkilometer vilket är den största antika staden i Kinas historia. Centrerat i norra delen av staden byggdes det kejserliga Taijipalatset. Efter Suidynastins fall år 618 e.Kr. uppförde den efterföljande Tangdynastin (618–907) Damingpalatset som ersatte Taijipalatset. Damingpalatset uppfördes utanför den norra stadsmuren i nordöstra hörnet av staden. Då hade Chang'an ungefär 1 000 000 invånare och var åter igen världens största stad. När Tangdynastin föll år 907 förstördes Chang'an igen. När staden sedan återuppbyggdes under Mingdynastin ändrades namnet till dagens Xi'an.

## Inflytande på japansk arkitektur

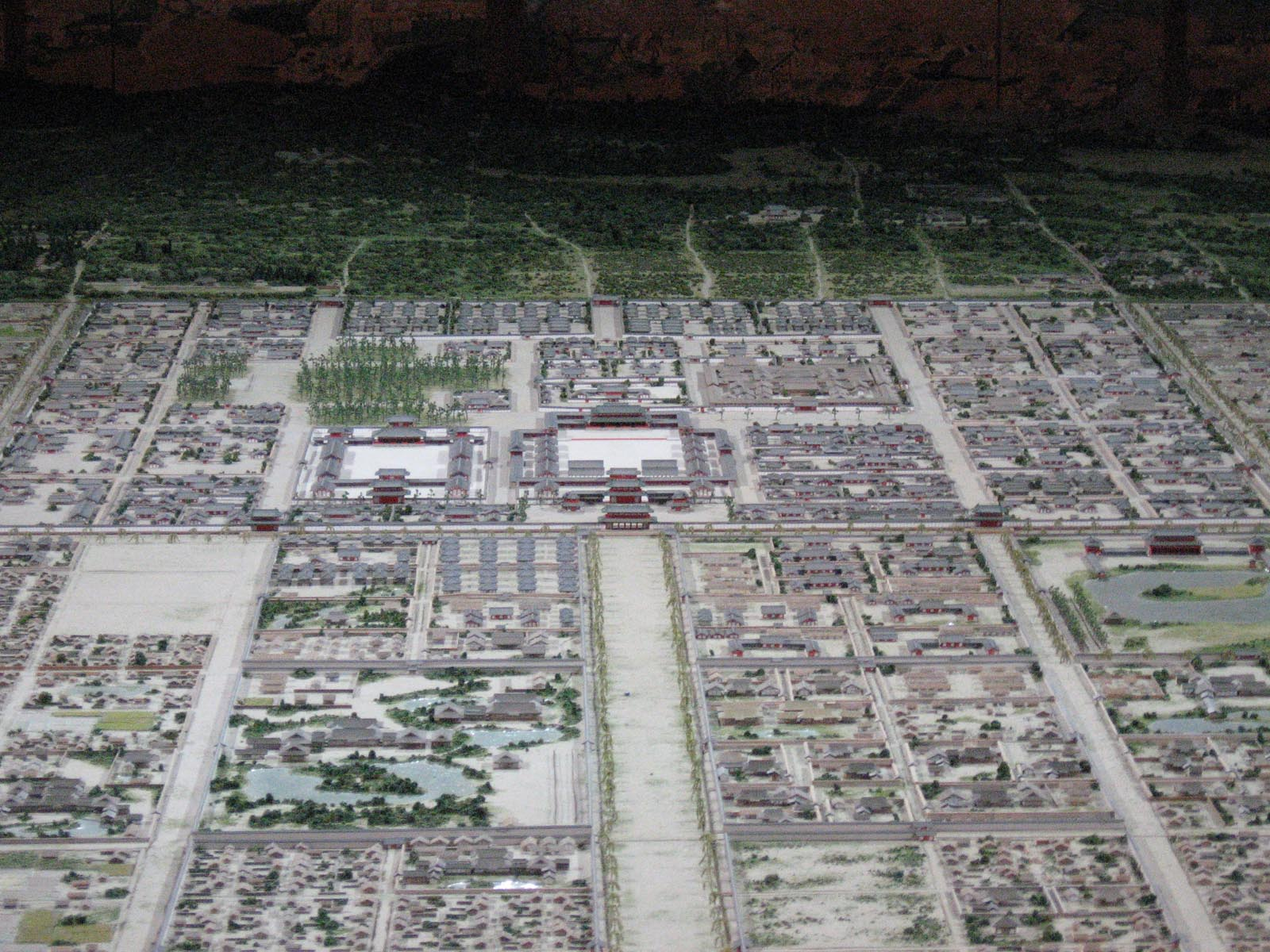
Modell av Heian-kyo som byggts med Chang'an som förebild.

Tangdynastins Chang'an har haft mycket stort inflytande på arkitekturen i de samtida japanska huvudstäderna. Heijo-kyo (Nara), som var Japans huvudstad fram till år 784, byggdes om i mitten av 700-talet till ett utseende som är mycket likt Chang'an. Även kejsarpalatset i Heijo-kyo har mycket stora likheter med Damingpalatset i Chang'an. År 794 flyttades Japans huvudstad till Heian-kyo (dagens Kyoto) och Heian-kyo byggdes till närapå en kopia av Chang'an. Även Heian-kyos kejsarpalats byggdes med Damingpalatset som förebild. Japanska delegationer besökte Chang'an år 702, 717, 733, 752, 777, 804 och 838. Det var sannolikt under dessa besök som japanerna hämtade inspiration från Chang'an till sina egna palats och huvudstäder.